# Staro Nagoričane
Staro Nagoričane (makedonski: Старо Нагоричане) je gradić (selo) na sjeveru Republike Makedonije, na desnoj obali rijeke Pčinje. Sjedište je istoimene makedonske općine Staro Nagoričane.

## Povijest i kultura
U povijesti je Nagoričane bilo puno značajnije mjesto, jer je nekoć tu prolazila magistralna antička cesta od juga na sjever prema Nišu. I za osmanskih vremena imalo je neki značaj - po njemu se za srednjeg vijeka zvala osmanska upravna jedinica u sjevernoj Makedoniji Nagorič nahija (nahija=turski: municipij)
U mjestu se nalazi lijepi primjer srednjovjekovne bizantinske arhitekture crkva Sv. Georgi iz XIV. st.

## Vanjske poveznice
- Službene stranice općine Staro Nagoričane  Arhivirana inačica izvorne stranice od 11. prosinca 2011. (Wayback Machine)
- O Crkvi Sv. Georgi